# مخيم البداوي
مخيم البداوي مخيم للاجئين فلسطينيين بجوار قرية البداوي اللبنانية من قرى قضاء الضنية في محافظة الشمال.

## الإنشاء والموقع
يبعد البداوي حوالي 89 كم عن بيروت. أنشأته الأونروا عام 1955 على تلة مساحتها كيلو متر مربع ويبعد 7 كم إلى الشمال الشرقي من طرابلس. هو المخيم الثاني في شمال لبنان. له مدخلان رئيسان: الجنوبي من جهة طرابلس القبة، والشمالي على طريق البداوي الجبل المطل على مدينة البداوي.
يحيط بالمخيم تلة المنكوبين وتلال جبل تربل، ويبعد عن وسط مدينة طرابلس 3 كيلو مترا، ويرتفع حوالي 150 مترا عن سطح البحر.
يحاذي المخيم شركة تكرير النفط IPC وبلدة المنكوبين ووادي النحلة، وديرعمار حيث توجد فيها أكبر محطة كهرباء في شمال لبنان.
كما يقع بالقرب من المخيم ثكنة بهجت غانم التابعة للجيش اللبناني والجامعة اللبنانية والمستشفى الحكومي ويبعدون عنه حوالي 1000 مترا.
يوجد حول المخيم إنشاءات حديثة هي امتداد لمدينة البداوي وتعود ملكية أراضيه إلى بلدية البداوي".

## واقعها
منذ مجيء اللاجئين الفلسطينيين إلى لبنان، تحول جبل تابع إلى منطقة البداوي إلى مخيم للفلسطينيين، وكان هذا الجبل كحال معظم مخيمات لبنان كان مليء بالحيوانات المفترسة وأصبح يعرف بـ(مخيم البداوي).

## التنظيم والبنية التحتية

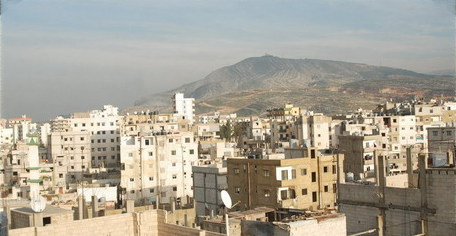
مخيم البداوي 2009

يقسّم المخيم إلى أربعة قطاعات (أ، ب، ج، د) يتوزع عليها السكان، الذين يبلغ عددهم حوالي 18 الف نسمة.
يوجود بالمخيم مستشفى «صفد» التابع لجمعية الهلال الأحمر الفلسطيني، و 7 مدارس تابعة للأونروا، وملعب «فلسطين» الرياضي وعدد من الأندية.
يوجد في المخيم أربع مقابر من ضمنها مقبرة الشهداء، والمقبرة الجديدة والمقبرة القديمة ومقبرة المهجرين وعدد من المساجد: مسجد القدس - مسجد معاذ بن جبل - مسجد عمر بن الخطاب - مسجد زمزم - مسجد الأمام علي بن أبي طالب وقد هدم وأعيد بناؤه بطريقة حديثة- مسجد السنة (الأحباش) على اطراف المخيم ومسجد خليل الرحمن ومصلى الأمين.

## السكان
تعود جذور سكان المخيم بمعظمهم من قرى صفورية، نحف، الظاهرية التحتا، شفا عمرو، عين الزيتون والدامون. بالإضافة إلى يافا، الغابسية- الجش- الصفصاف، سحماتا، البروة، حيفا، البويزية، جاحولا، الناعمة، سعسع، عكا، شعب، الخالصة، صفد.

عبر السنوات لجأ فلسطينيين من مخيم النبطية الذي دمرته الغارات الإسرائيلية عام 1974، وتل الزعتر الذي دمرته الحرب اللبنانية عام 1976، ومن مخيم نهر البارد إثر أحداث الصراع في شمال لبنان 2007؛ بالإضافة إلى اللاجئين الفلسطينيين والسوريين إثر الحرب السورية.
كما يوجد في مخيم البداوي بعض الأشخاص بدون هوية أو تسجيل. جاءوا عام 1967 من الضفة الغربية وغزة والأردن ومصر والعراق.